# Championnat d'Allemagne de football 1998-1999
Navigation
Bundesliga
1997-1998 Bundesliga
1999-2000
La saison 1998-1999 de Bundesliga était la trente-sixième édition de la première division allemande.
Lors de cette saison, le FC Kaiserslautern a tenté de conserver son titre de champion d'Allemagne face aux dix-sept meilleurs clubs allemands lors d'une série de matchs se déroulant sur toute l'année.
Chacun des dix-huit clubs participant au championnat a été confronté à deux reprises aux dix-sept autres.
Huit places étaient qualificatives pour les compétitions européennes, la neuvième étant celle du vainqueur de la DFB-Pokal 1998-1999.
C'est le Bayern Munich qui a été sacré champion d'Allemagne pour la quinzième fois.

## Les 18 clubs participants

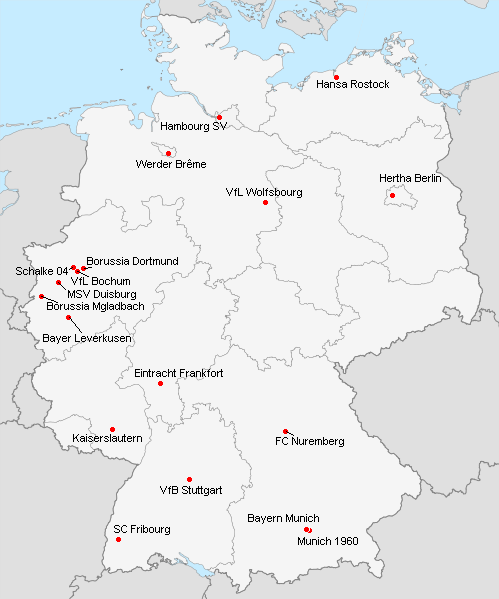
Localisation des clubs engagés dans le championnat.

| Club                     | Stade                    | Capacité | Ville                 |
| ------------------------ | ------------------------ | -------- | --------------------- |
| Bayer Leverkusen         | BayArena                 | 22 500   | Leverkusen            |
| Bayern Munich            | Olympiastadion           | 63 000   | Munich                |
| Borussia Dortmund        | Westfalenstadion         | 68 800   | Dortmund              |
| Borussia Mönchengladbach | Bökelbergstadion         | 34 500   | Mönchengladbach       |
| Eintracht Francfort      | Waldstadion              | 25 000   | Francfort-sur-le-Main |
| FC Kaiserslautern        | Fritz-Walter-Stadion     | 46 600   | Kaiserslautern        |
| FC Nuremberg             | Franken-Stadion          | 47 559   | Nuremberg             |
| Hambourg SV              | Volksparkstadion         | 57 274   | Hambourg              |
| Hansa Rostock            | Ostseestadion            | 29 000   | Rostock               |
| Hertha Berlin            | Olympiastadion           | 74 228   | Berlin                |
| MSV Duisbourg            | Wedaustadion             | 30 000   | Duisbourg             |
| Munich 1860              | Olympiastadion           | 63 000   | Munich                |
| SC Fribourg              | Badenova-Stadion         | 24 918   | Fribourg-en-Brisgau   |
| Schalke 04               | Parkstadion              | -        | Gelsenkirchen         |
| VfB Stuttgart            | Gottlieb-Daimler-Stadion | 58 000   | Stuttgart             |
| VfL Bochum               | Ruhrstadion              | 31 328   | Bochum                |
| VfL Wolfsburg            | VfL-Stadion am Elsterweg | 21 600   | Wolfsburg             |
| Werder Brême             | Weserstadion             | 42 358   | Brême                 |

## Compétition

### Pré-saison

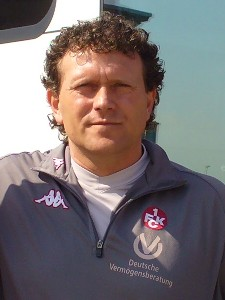
Olaf Marschall, meilleur buteur (21 buts) du FC Kaiserslautern lors de la saison précédente.

À l'orée de la trente-sixième édition de 1. Bundesliga, le monde du football allemand était encore sous le choc de l'incroyable exploit du FC Kaiserslautern, promu en 1997 et champion d'Allemagne la saison suivante devant le Bayern Munich. Mais après cet exploit, l'équipe d'Otto Rehhagel était désormais attendue de pied ferme sur tous les stades de la Bundesliga.
Malgré sa deuxième place la saison précédente, le Bayern Munich restait le grand favori de cette nouvelle saison. Outre le champion en titre, plusieurs outsiders se présentaient également comme candidats à la victoire finale : le Bayer Leverkusen, habitué au haut du tableau depuis quelques années, le VfB Stuttgart, finaliste de la dernière Coupe des coupes ou encore le Borussia Dortmund, qui malgré une dixième place la saison passée restait un poids lourd du championnat allemand.
De plus, l'Eintracht Francfort, le FC Nuremberg et le SC Fribourg, promus la saison précédente, espéraient en habitués de la 1. Bundesliga ne pas faire un retour direct en 2. Bundesliga.
La saison a été ouverte par la Liga-Pokal qui regroupait les six meilleurs clubs qualifiés pour des compétitions européennes, la finale a été remportée pour la deuxième année consécutive par le Bayern Munich face au VfB Stuttgart à la BayArena de Leverkusen sur le score de quatre buts à zéro.

### Moments forts de la saison
La bataille pour le titre n'a pas été très intéressante lors de cette saison, en raison de la nette domination du Bayern Munich sur le football allemand. En effet le club bavarois a remporté la Liga Pokal au début de la saison, le titre de champion d'Allemagne avec 15 points d'avance sur le Bayer Leverkusen et a échoué seulement aux tirs au but en finale de la DFB-Pokal face au Werder Brême.
De plus l'équipe d'Ottmar Hitzfeld, remplaçant de Giovanni Trapattoni, s'est hissée en finale de la Ligue des Champions 1998-1999 qui est resté dans les annales. En effet, alors que les Bavarois avaient mené toute la rencontre après l'ouverture du score par Mario Basler dès la sixième minute, les Anglais de Manchester United ont dans les arrêts de jeu renversé le cours du match en inscrivant deux buts (Teddy Sheringham 90+1re et Ole Gunnar Solskjær 90+2e) empêchant le Bayern de remporter son quatrième titre de champion d'Europe et Ottmar Hitzfeld son deuxième après celui obtenu avec Dortmund en 1997.
Mais, outre la bonne performance du Hertha Berlin, qui a terminé la saison à la troisième place, son meilleur classement depuis 1978, c'est bien la lutte pour le maintien qui a passionné les foules lors de la dernière journée du championnat. La situation à l'ouverture de cette dernière journée était la suivante :
| Rang | Équipe                | Pts | J  | G | N  | P  | Bp | Bc | Diff |
| ---- | --------------------- | --- | -- | - | -- | -- | -- | -- | ---- |
| 12   | FC Nuremberg P        | 37  | 33 | 7 | 16 | 10 | 39 | 48 | -9   |
| 13   | VfB Stuttgart         | 36  | 33 | 8 | 12 | 13 | 40 | 48 | -8   |
| 14   | SC Fribourg P         | 36  | 33 | 9 | 9  | 15 | 34 | 43 | -9   |
| 15   | Hansa Rostock         | 35  | 33 | 8 | 11 | 14 | 46 | 56 | -10  |
| 16   | Eintracht Francfort P | 34  | 33 | 8 | 16 | 15 | 39 | 53 | -14  |

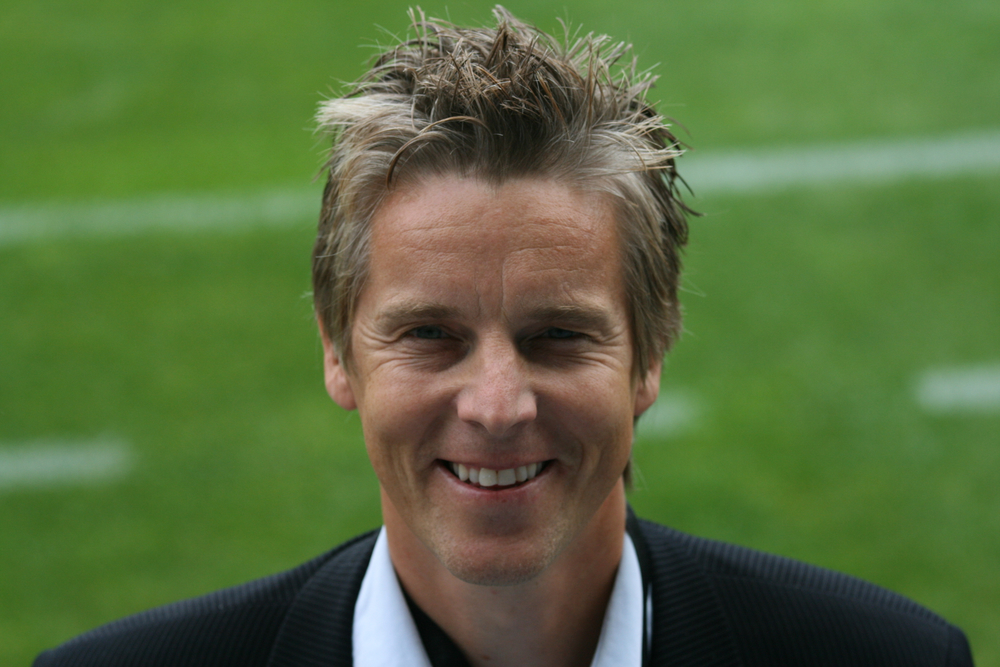
Jan Åge Fjørtoft, le sauveur de l'Eintracht Francfort.

Le déroulement de l'après-midi a été le plus dramatique qu'ait connu la 1. Bundesliga depuis sa création.
- 68e minute : à cet instant de l'après-midi, le VfB Stuttgart qui menait face au Werder Brême était assuré de son maintien. L'Eintracht Francfort était le plus mal placé des quatre autres prétendants au maintien, d'autant plus qu'à cet instant les joueurs de la Hesse étaient tenus en échec 1-1 par le champion en titre Kaiserslautern. Le Hansa Rostock profitait de ce résultat pour se donner une bouffée d'oxygène en menant 1-0 face au VfL Bochum. Enfin, hasard du calendrier, la survie du SC Fribourg se jouait face au FC Nuremberg qui à cet instant était mené 2-0. Ainsi, à la 68e minute, l'Eintracht Francfort était relégué alors que Stuttgart, Rostock et Fribourg étaient sur la bonne voie pour rester dans l'élite.
- 70e à 74e minute : Alors que l'Eintracht Francfort marquait à nouveau à la 70e minute (2-1), le Hansa Rostock voyait le VfL Bochum marquer à deux reprises (71e et 74e) et donc être mené 1-2. À cet instant, le club de la Baltique était dans la zone rouge et allait devoir faire beaucoup d'efforts pour s'en sortir.
- 77e à 82e minute : Le Hansa Rostock recollait au score (2-2), mais cela n'était toujours pas suffisant, d'autant plus que l'Eintracht Francfort jubilait face au FC Kaiserslautern en inscrivant deux buts supplémentaires (4-1), permettant par la même occasion au club de passer devant le FC Nuremberg grâce au nombre de buts marqués.
- 83e minute : Le Hansa Rostock repassait devant en inscrivant un troisième but (3-2), et à cet instant c'était bien le FC Nuremberg, pourtant le mieux placé au début de la journée, qui se retrouvait relégué en étant toujours mené 0-2.
- 85e minute : Alors que la fin de la saison approchait, le Waldstadion de Francfort retenait son souffle lorsque le FC Nuremberg réduisit la marque face au SC Fribourg (1-2). À ce moment, la victoire de 4-1 obtenue par Francfort face au champion en titre (Kaiserlstautern) était inutile.
- 89e minute : Il restait une minute à jouer lorsque Jan Åge Fjørtoft, l'international norvégien de l'Eintracht, fit exploser le Waldstadion en inscrivant le cinquième but synonyme de maintien pour son club et de relégation pour le FC Nuremberg. Ce qui n'aurait peut-être servi à rien si, dans le même temps, sur un dégagement de la défense du SC Fribourg, Frank Baumann, reprenant une frappe de Marek Nikl renvoyée par le poteau, n'avait pas raté l'immanquable en l'envoyant dans les bras de Richard Golz (de).

Ainsi, c'est bien le FC Nuremberg, pourtant le mieux placé au début de cette dernière journée, qui a retrouvé la 2.Bundesliga lors de la saison suivante. Cette fin de saison a été également un grand moment radiophonique et a permis aux journalistes Manfred Breuckmann (de) à Bochum, Günther Koch (de) à Nuremberg et Dirk Schmitt à Francfort, qui animaient cette soirée digne des plus grands dramaturges, d'être primés.

### Qualifications en coupes d'Europe
À l'issue de la saison, les clubs placés aux deux premières places du championnat se sont qualifiés pour la phase de groupes de la Ligue des champions 1999-2000, les clubs arrivés troisième et quatrième se sont quant à eux qualifiés pour le troisième tour préliminaire de cette même Ligue des champions.
Alors que le vainqueur de la DFB-Pokal a pris la première des trois places en Coupe UEFA 1999-2000, les deux autres places sont revenues au cinquième et au sixième du championnat. Ces places étaient qualificatives pour le premier tour de la compétition.
Les septième et huitième du championnat ont quant à eux pris les deux places en Coupe Intertoto 1999.

### Classement
Le classement est établi sur le barème de points classique (victoire à 3 points, match nul à 1, défaite à 0).
Pour départager les équipes à égalité de points, on tient d'abord compte de la différence de buts générale, puis du nombre de buts marqués, puis des confrontations directes et enfin si la qualification ou la relégation est en jeu, les deux équipes jouent une rencontre d'appui sur terrain neutre.
| Rang | Équipe                   | Pts | J  | G  | N  | P  | Bp | Bc | Diff |
| ---- | ------------------------ | --- | -- | -- | -- | -- | -- | -- | ---- |
| 1    | Bayern Munich            | 78  | 34 | 24 | 6  | 4  | 76 | 28 | +48  |
| 2    | Bayer Leverkusen         | 63  | 34 | 17 | 12 | 5  | 61 | 30 | +31  |
| 3    | Hertha Berlin            | 62  | 34 | 18 | 8  | 8  | 59 | 32 | +27  |
| 4    | Borussia Dortmund        | 57  | 34 | 16 | 9  | 9  | 48 | 34 | +14  |
| 5    | FC Kaiserslautern T      | 57  | 34 | 17 | 6  | 11 | 51 | 47 | +4   |
| 6    | VfL Wolfsburg            | 55  | 34 | 15 | 10 | 9  | 54 | 49 | +5   |
| 7    | Hambourg SV              | 50  | 34 | 13 | 11 | 10 | 47 | 46 | +1   |
| 8    | MSV Duisbourg            | 49  | 34 | 13 | 10 | 11 | 48 | 45 | +3   |
| 9    | Munich 1860              | 41  | 34 | 11 | 8  | 15 | 49 | 56 | -7   |
| 10   | Schalke 04               | 41  | 34 | 10 | 11 | 13 | 41 | 54 | -13  |
| 11   | VfB Stuttgart            | 39  | 34 | 9  | 12 | 13 | 41 | 48 | -7   |
| 12   | SC Fribourg P            | 39  | 34 | 10 | 9  | 15 | 36 | 44 | -8   |
| 13   | Werder Brême C           | 38  | 34 | 10 | 8  | 16 | 41 | 47 | -6   |
| 14   | Hansa Rostock            | 38  | 34 | 9  | 11 | 14 | 49 | 58 | -9   |
| 15   | Eintracht Francfort P    | 37  | 34 | 9  | 10 | 15 | 44 | 54 | -10  |
| 16   | FC Nuremberg P           | 37  | 34 | 7  | 16 | 11 | 40 | 50 | -10  |
| 17   | VfL Bochum               | 29  | 34 | 7  | 8  | 19 | 40 | 65 | -25  |
| 18   | Borussia Mönchengladbach | 21  | 34 | 4  | 9  | 21 | 41 | 79 | -38  |

| Légende : Qualifications et relégations | Légende : Qualifications et relégations                                            |
| --------------------------------------- | ---------------------------------------------------------------------------------- |
|                                         | Ligue des Champions 1999-2000 (Phase de groupes)                                   |
|                                         | Ligue des Champions 1999-2000 (3e tour préliminaire)                               |
|                                         | Coupe UEFA 1999-2000 (1er tour)                                                    |
|                                         | Coupe Intertoto 1999 (3e tour)                                                     |
|                                         | Coupe Intertoto 1999 (2e tour)                                                     |
|                                         | Relégation en 2. Bundesliga                                                        |
|                                         | T : Tenant du titre 1997-1998 P : Promu en 1997-1998 C : Vainqueur de la DFB-Pokal |

### Matchs
| Résultats (▼dom., ►ext.)                                   | Lev | BMu | Dor | Mön | Fra | Kai | Nur | Ham | Ros | Ber | Dui | M60 | Fri | Sch | Stu | Boc | Wol | Brê |
| Bayer Leverkusen                                           |     | 1-2 | 3-1 | 4-1 | 2-1 | 2-2 | 3-0 | 1-2 | 3-1 | 2-2 | 2-0 | 1-1 | 1-1 | 1-1 | 0-0 | 2-0 | 3-0 | 2-0 |
| Bayern Munich                                              | 2-0 |     | 2-2 | 4-2 | 3-1 | 4-0 | 2-0 | 5-3 | 6-1 | 1-1 | 3-1 | 3-1 | 2-0 | 1-1 | 2-0 | 4-2 | 3-0 | 1-0 |
| Borussia Dortmund                                          | 1-0 | 2-2 |     | 1-1 | 3-1 | 1-0 | 3-0 | 2-1 | 2-0 | 3-0 | 2-0 | 3-1 | 2-1 | 3-0 | 3-0 | 0-1 | 2-1 | 2-1 |
| Borussia Mönchengladbach                                   | 2-8 | 0-2 | 0-2 |     | 1-1 | 0-2 | 0-2 | 2-2 | 1-1 | 2-4 | 0-2 | 2-0 | 3-1 | 3-0 | 2-3 | 2-2 | 5-2 | 0-1 |
| Eintracht Francfort                                        | 2-3 | 1-0 | 2-0 | 0-0 |     | 5-1 | 3-2 | 2-2 | 2-2 | 1-1 | 0-0 | 2-3 | 3-1 | 1-2 | 1-1 | 1-0 | 0-1 | 0-2 |
| FC Kaiserslautern                                          | 0-1 | 2-1 | 1-0 | 2-1 | 2-1 |     | 2-0 | 1-0 | 3-2 | 4-3 | 3-0 | 1-1 | 0-2 | 4-1 | 1-1 | 2-3 | 1-1 | 4-0 |
| FC Nuremberg                                               | 2-2 | 2-0 | 0-0 | 2-0 | 2-2 | 1-1 |     | 1-1 | 2-2 | 0-0 | 0-2 | 1-5 | 1-2 | 3-0 | 2-2 | 2-2 | 1-1 | 1-1 |
| Hambourg SV                                                | 0-0 | 0-2 | 0-0 | 3-0 | 0-1 | 2-0 | 2-0 |     | 1-0 | 0-4 | 4-1 | 3-0 | 2-1 | 2-2 | 3-1 | 1-0 | 1-1 | 1-1 |
| Hansa Rostock                                              | 1-1 | 0-4 | 2-0 | 1-1 | 2-2 | 2-1 | 1-1 | 0-1 |     | 1-2 | 3-0 | 4-1 | 0-2 | 2-2 | 3-0 | 3-0 | 3-3 | 2-1 |
| Hertha Berlin                                              | 0-1 | 1-0 | 3-0 | 4-1 | 3-1 | 1-1 | 3-0 | 6-1 | 2-0 |     | 1-3 | 2-1 | 1-0 | 2-0 | 2-0 | 4-1 | 2-0 | 1-0 |
| MSV Duisbourg                                              | 0-0 | 0-3 | 3-2 | 2-2 | 2-1 | 3-1 | 1-1 | 2-3 | 4-1 | 0-0 |     | 1-1 | 1-0 | 1-2 | 2-0 | 2-0 | 6-1 | 2-0 |
| Munich 1860                                                | 0-2 | 1-1 | 2-0 | 3-1 | 4-1 | 1-2 | 1-2 | 0-0 | 2-1 | 2-0 | 0-0 |     | 2-0 | 4-5 | 1-1 | 2-1 | 2-3 | 1-3 |
| SC Fribourg                                                | 1-1 | 0-2 | 2-2 | 2-1 | 2-0 | 0-1 | 1-0 | 0-0 | 3-0 | 0-2 | 2-2 | 1-2 |     | 0-2 | 2-0 | 1-1 | 0-0 | 0-2 |
| Schalke 04                                                 | 0-1 | 1-3 | 1-1 | 1-0 | 2-3 | 0-2 | 2-2 | 1-4 | 1-0 | 0-0 | 2-0 | 2-2 | 1-1 |     | 1-0 | 2-2 | 2-0 | 1-2 |
| VfB Stuttgart                                              | 0-1 | 0-2 | 2-1 | 2-2 | 2-0 | 4-0 | 0-0 | 3-1 | 1-1 | 0-0 | 0-0 | 0-1 | 3-1 | 2-1 |     | 4-2 | 1-2 | 1-0 |
| VfL Bochum                                                 | 1-5 | 2-2 | 0-1 | 2-1 | 0-0 | 1-2 | 0-3 | 2-0 | 2-3 | 2-0 | 0-2 | 2-0 | 1-2 | 1-2 | 3-3 |     | 0-2 | 2-0 |
| VfL Wolfsburg                                              | 1-0 | 0-1 | 0-0 | 7-1 | 2-0 | 2-1 | 1-1 | 4-1 | 1-1 | 2-1 | 4-2 | 1-0 | 1-1 | 0-0 | 3-2 | 4-1 |     | 2-4 |
| Werder Brême                                               | 2-2 | 0-1 | 1-1 | 4-1 | 1-2 | 0-1 | 2-3 | 0-0 | 0-3 | 2-1 | 1-1 | 4-1 | 2-3 | 1-0 | 2-2 | 1-1 | 0-1 |     |
| - Victoire à domicile - Match nul - Victoire à l'extérieur |     |     |     |     |     |     |     |     |     |     |     |     |     |     |     |     |     |     |

## Bilan de la saison
| Tableau d'Honneur |               |
| Compétition       | Vainqueur     |
| 1. Bundesliga     | Bayern Munich |
| DFB-Pokal         | Werder Brême  |
| Liga Pokal        | Bayern Munich |

| Qualifications européennes 1999-2000 |                                              |
| Ligue des champions                  | Qualifiés                                    |
| Phase de groupes                     | Bayern Munich Bayer Leverkusen               |
| 3e tour préliminaire                 | Hertha Berlin Borussia Dortmund              |
| Coupe UEFA                           | Qualifiés                                    |
| 1er tour                             | FC Kaiserslautern VfL Wolfsburg Werder Brême |
| Coupe Intertoto                      | Qualifiés                                    |
| 3e tour                              | Hambourg SV                                  |
| 2e tour                              | MSV Duisbourg                                |

| Promotions et relégations |                                                  |
| Relégués en 2. Bundesliga | Borussia Mönchengladbach FC Nuremberg VfL Bochum |
| Promus de 2. Bundesliga   | Arminia Bielefeld Unterhaching SSV Ulm 1846      |

## Statistiques

### Meilleurs buteurs
|   | Buteur            | Club             | Nb de Buts |
| - | ----------------- | ---------------- | ---------- |
| 1 | Michael Preetz    | Hertha Berlin    | 23         |
| 2 | Ulf Kirsten       | Bayer Leverkusen | 19         |
| 3 | Oliver Neuville   | Hansa Rostock    | 14         |
| 3 | Anthony Yeboah    | Hambourg SV      | 14         |
| 5 | Carsten Jancker   | Bayern Munich    | 13         |
| 5 | Giovane Élber     | Bayern Munich    | 13         |
| 5 | Andrzej Juskowiak | VfL Wolfsburg    | 13         |
| 5 | Markus Beierle    | MSV Duisbourg    | 13         |
| 5 | Saša Ćirić        | FC Nuremberg     | 13         |

### Affluences
| Club                     | Affluence moyenne  |
| ------------------------ | ------------------ |
| Bayer Leverkusen         | 22 012 spectateurs |
| Bayern Munich            | 53 765 spectateurs |
| Borussia Dortmund        | 65 471 spectateurs |
| Borussia Mönchengladbach | 26 153 spectateurs |
| Eintracht Francfort      | 31 659 spectateurs |
| FC Kaiserslautern        | 40 684 spectateurs |
| FC Nuremberg             | 35 976 spectateurs |
| Hambourg SV              | 24 303 spectateurs |
| Hansa Rostock            | 16 353 spectateurs |
| Hertha Berlin            | 49 147 spectateurs |
| MSV Duisbourg            | 15 391 spectateurs |
| Munich 1860              | 31 194 spectateurs |
| SC Fribourg              | 21 147 spectateurs |
| Schalke 04               | 48 848 spectateurs |
| VfB Stuttgart            | 28 618 spectateurs |
| VfL Bochum               | 21 991 spectateurs |
| VfL Wolfsburg            | 17 500 spectateurs |
| Werder Brême             | 29 520 spectateurs |
| Total                    | 31 682 spectateurs |